# Beväringen 5
Beväringen 5  ou Strandvägen 47 est un édifice historique du quartier d'Östermalm à Stockholm en Suède,

## Description
Beväringen 5 est un bâtiment résidentiel de valeur culturelle et historique situé dans le quartier de Beväringen, à l'angle de Strandvägen 47 et de Narvavägen 1.
Le bâtiment Strandvägen 47/Beväringen 5 a été construit selon les plans de l'architecte Johan Albert Nordström qui a aussi conçu la maison de Strandvägen 43/Beväringen 1, ce qui est évident dans l'architecture. 
Beväringen 5 est une image miroir de Strandvägen 43/Beväringen 1.
Les deux maisons ont été construites à la même époque, 1893-1894. 
La propriété est classée verte par le Musée municipal de Stockholm, ce qui signifie « particulièrement précieuse d'un point de vue historique, culturel, environnemental ou artistique » correspondant aux exigences des bâtiments classés Byggnadsminne.

## Architecture
L'ensemble de la façade de Strandvägen 43-47 a été réalisé selon une co-conception où les deux bâtiments d'angle, Beväringen 1 et 5, ont été conçus par Johan Albert Nordström (sv) tandis que le bâtiment du milieu, Beväringen 6, a été conçu par le cabinet d'architectes Ullrich & Hallquisth (sv). 
Malgré les différents architectes et promoteurs, l'ensemble du complexe a reçu un extérieur uniforme et monumental, où Beväringen 6, avec Bajonetten 1 (Strandvägen 49), forme une sorte de bâtiment portail dans le prolongement de Djurgårdsbron vers le nord au début de Narvavägen.
L'édifice a été construit sur cinq étages et un sous-sol. Les fondations sont constituées d'un ancien lit de lac Ladugårdslandsviken et ont dû être renforcées par des pieux.
La façade sur rue a été revêtue d'un crépis ocre gris et du grès gris-rose a été installé autour des fenêtres et des portes. Au rez-de-chaussée, toute la façade a été revêtue de grès gris-rose. Les balcons étaient dotés de balustrades en fer forgé ornées. 
La façade donnant sur Strandvägen a été conçue par l'architecte avec une certaine symétrie où la tour d'angle revient comme motif dans une tour à la frontière avec la propriété voisine (Beväringen 6). La baie vitrée triangulaire au milieu de la maison est située aux quatrième et cinquième étages. 
Certains groupes de fenêtres sont également ornés de grands balcons avec des balustrades en fer forgé. Ils sont placés dans des endroits où se trouvent des salons et de grandes pièces de la maison. Il y a également des balcons à tous les étages de la tour d'angle ronde et bulbeuse. Plusieurs tours s'élèvent le long de la façade jusqu'au toit, toutes de tailles différentes, face à Strandvägen. 
L'une de ces tours se dresse au-dessus de la baie vitrée pour marquer davantage le point central de la maison.
La tour d'angle a été dotée d'un haut chapeau pointu recouvert d'ardoise, couronné par une lanterne en cuivre.
La porte principale est en chêne, sculptée et vitrée, et possède un linteau cintré et vitré.
L'encadrement du portail est richement sculpté de pilastres et d'un blason entouré de festons. 
La clé de voûte du portail a la forme d'une tête d'homme, avec une inscription au-dessus : « Que la paix et la tranquillité soient toujours vôtres dans cette maison ».
L' entrée a d'un sol en marbre à motifs blancs, noirs et rouges. Les murs s'accordent avec des motifs en plâtre peints en jaune, rose pâle et gris. 
Le plafond présente une frise avec des représentations de putti composées de petits enfants et de vignes.

## Propriétaires
Johan Albert Nordström fut propriétaire de la propriété jusqu'en 1911, date à laquelle il vendit la maison à Fastighetsaktiebolaget Beväringen. 
Entre 1948 et 1958, l'un des étages était occupé par l'ambassade de l'Inde à Stockholm (sv). 
Aujourd'hui, la propriété appartient à la Coopérative d'habitation Beväringen 5, enregistrée en 1993.

### Bilder

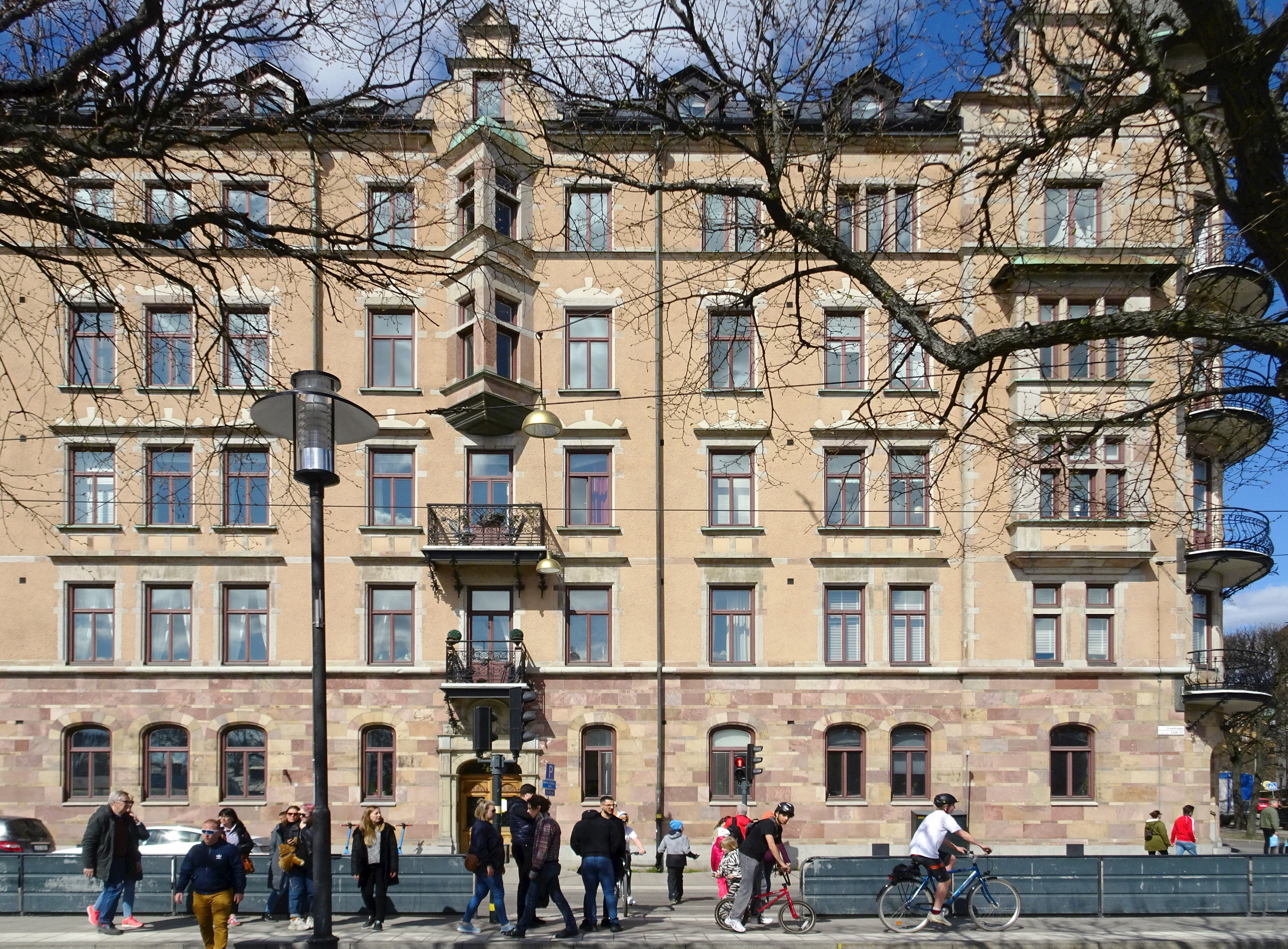
Façade de Strandvägen.
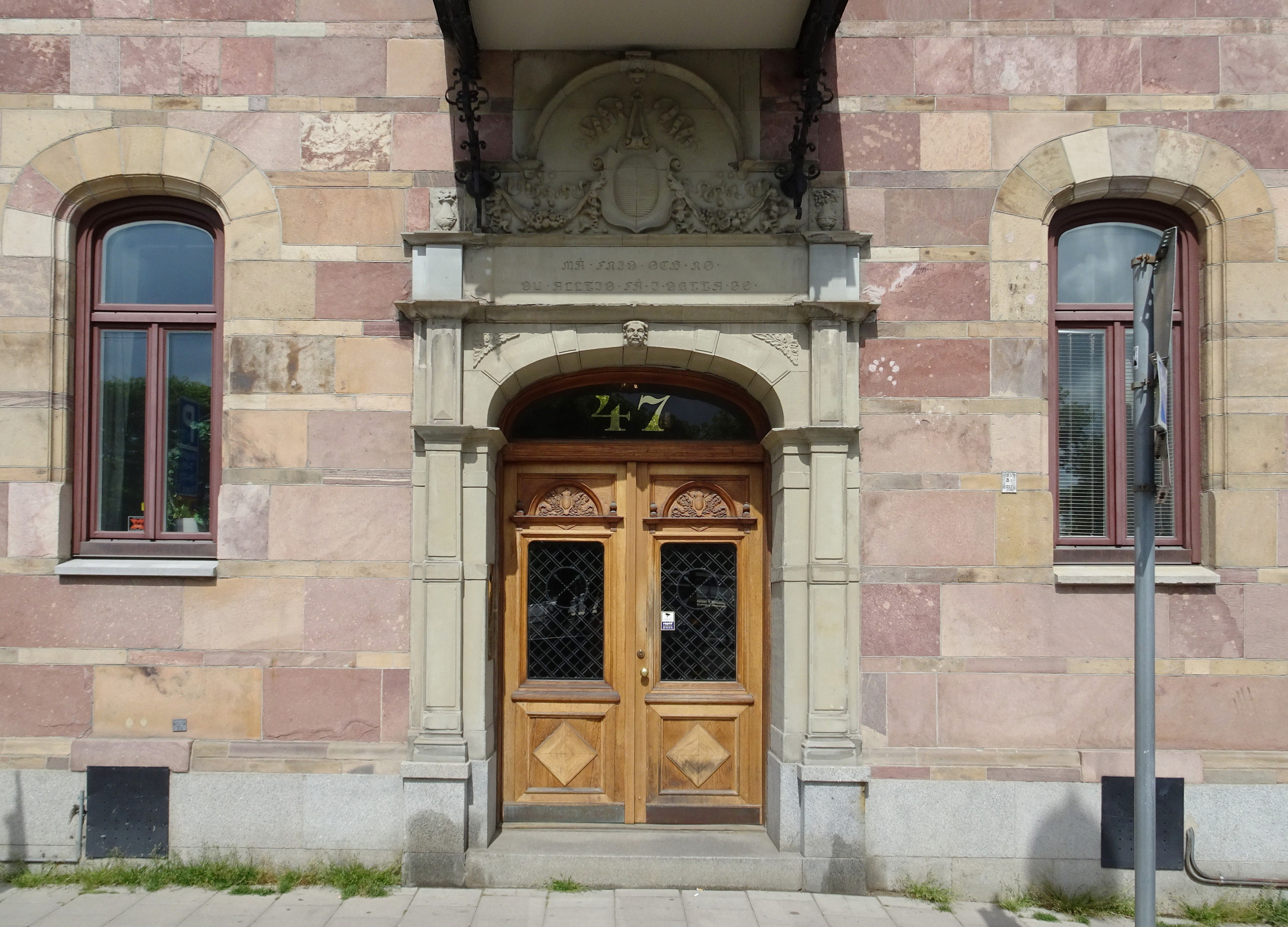
Entrée.
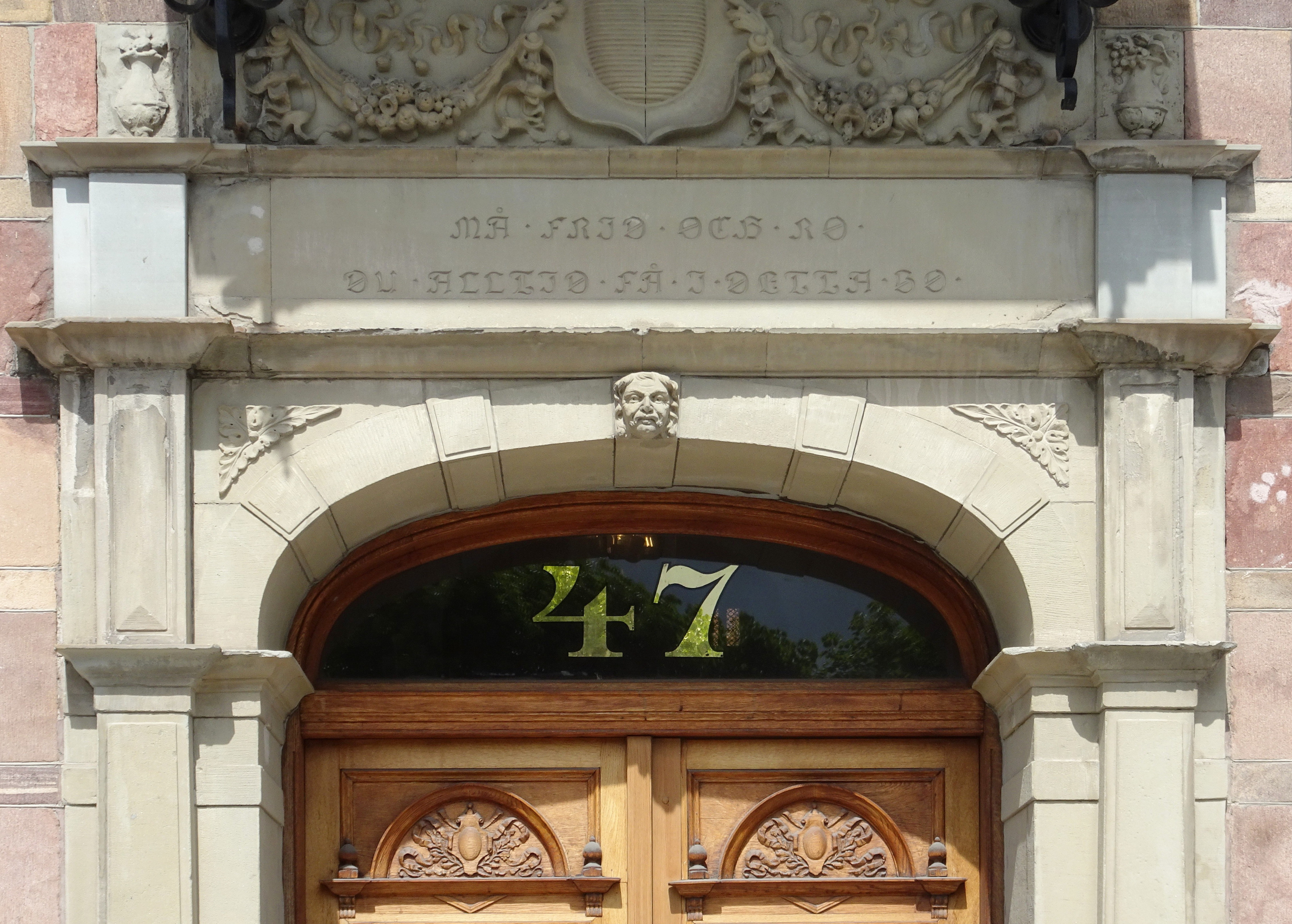
Dessus du portail.
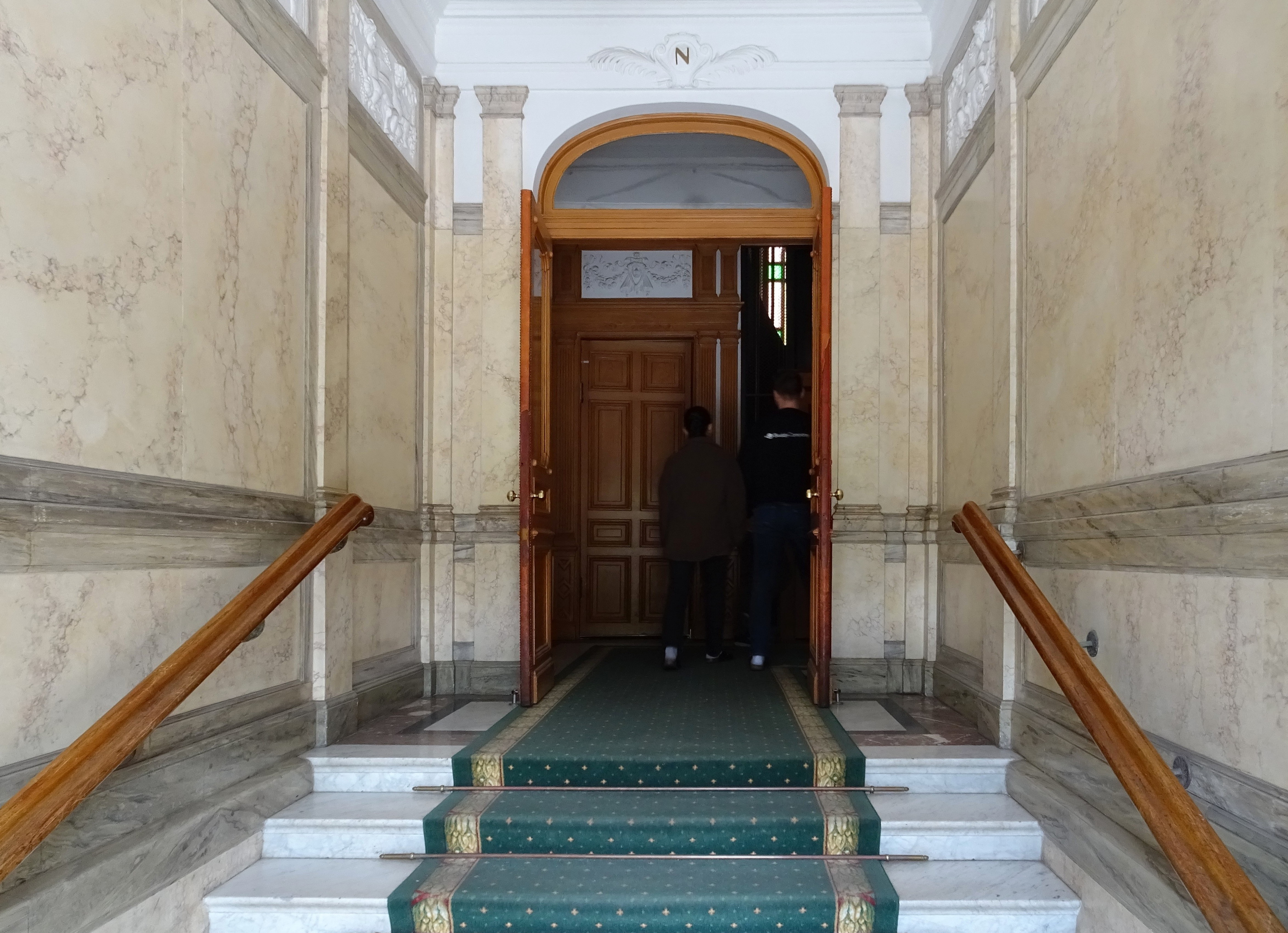
Hall d'entrée.